# Entodon morrisonensis
Entodon morrisonensis là một loài rêu trong họ Entodontaceae. Loài này được Nog. mô tả khoa học đầu tiên năm 1938.